# Municipio de Helton
El municipio de Helton (en inglés: Helton Township) es un municipio ubicado en el  condado de Ashe en el estado estadounidense de Carolina del Norte. En el año 2010 tenía una población de 718 habitantes.

## Geografía
El municipio de Helton se encuentra ubicado en las coordenadas 36°33′16.44″N 81°28′16.38″O / 36.5545667, -81.4712167.